# Corpo permanente dei vigili del fuoco di Bolzano
Il corpo permanente dei vigili del fuoco di Bolzano (in tedesco Berufsfeuerwehr Bozen) è un organismo di sicurezza pubblica ad ordinamento civile con funzioni di polizia giudiziaria, competente ad agire nella città di Bolzano e nella relativa provincia autonoma. Dipendente dall'amministrazione provinciale altoatesina, il corpo bolzanino è autonomo rispetto al corpo nazionale dei vigili del fuoco ed è l'unico reparto permanente (composto quindi da professionisti) dell'Alto Adige; i restanti corpi di pompieri della provincia sono infatti a carattere volontario, federati nell'unione provinciale dei corpi dei vigili del fuoco volontari dell'Alto Adige.
Il corpo è composto in totale da circa 150 vigili, ripartiti in una sede centrale e in un distaccamento presso l'aeroporto di San Giacomo.

## Storia
Grazie ad un'ordinanza comunale del 1827 si istituì l'Agentur für Brandbekämpfung (Ente per lo spegnimento degli incendi) e l'11 novembre 1862 l'allora sindaco di Bolzano (che a quei tempi apparteneva ancora all'Impero austro-ungarico), Josef Streiter (1861-70), coadiuvato da Anton Schiestl, fondarono il Gymnastik Körper Brandbekämpfung (Corpo ginnico pompieristico). Dopo alcuni anni il corpo fu sciolto per alcuni problemi di vario tipo.
A Bolzano però i cittadini volevano un proprio corpo di pompieri civici e il 17 gennaio 1874 fondarono il gruppo dei Freiwillige Feuerwehr (pompieri volontari). Negli anni il gruppo crebbe e nel 1877 fu inaugurata una chiesetta dedicata ai vigili del fuoco. Fu nel 1882, dopo che il Talvera e l'Isarco inondarono Bolzano, che i vigili si distinsero nell'aiuto alla popolazione e alla città. Tra il 1906 e il 1907 la caserma dei pompieri fu spostata dalla centrale piazza Walther in piazza Parrocchia.
Dopo il 1919 l'Alto Adige passò all'Italia. Successivamente durante il periodo fascista si dovette assistere all'eliminazione di tutte le associazioni ed organizzazioni di madrelingua tedesca, quindi anche dei pompieri, che vennero sostituiti da Corpi permanenti, distribuiti nei maggiori centri: Bolzano, Merano, Bressanone, Brunico, Vipiteno ed Egna. Nel 1941 questi nuovi corpi vennero a far parte del neo istituito Corpo nazionale dei vigili del fuoco: è l'inizio della storia del 15º Comando provinciale.
Dopo la fine della seconda guerra mondiale i corpi permanenti vennero sciolti e si ritornò alla situazione precedente, con la sola esclusione di Bolzano, che mantenne pertanto un corpo permanente ed alcuni corpi volontari dislocati nei quartieri.